# Cloud Sculpting
Cloud sculpting is het debuutalbum van Phil Thornton. Hij had al albums uitgegeven onder de groepsnaam Expandi. De meeste albums van Thornton bevatten new agemuziek, maar dat is hier (nog) niet het geval. Het is melodieuze elektronische muziek. Wel zijn al invloeden van de new age te horen; het is over het algemeen rustige muziek. Met zijn muziekgroep Expandis was Thornton aan het experimenteren met de synthesizerapparatuur uit die tijd en dat was een filmproducent opgevallen. Hij schakelde Thornton in. Het album vormde een onderdeel van een serie uitgaven met muziek van onder andere ook Steve Parson. Voor die serie Colors gewijd aan kleuren componeerde Thornton Blauw.
Het album is opgenomen op een primitieve apparatuur in zijn eigen Expandi-Bubble Studio en toen naar de studio's van Filmtrax gebracht. Daar werd de muziek opgepoetst door de geluidstechnicus Simon Heyworth. De titel verwijst naar het verhaal The cloud sculptors of Coral D van J.G. Ballard. Goldfish don’t whistle is een vernieuwde versie; het origineel is van Expandi.

## Musici
- Phil Thornton – synthesizers

## Muziek
Allen van Thornton

| Nr. | Titel                                         | Duur |
| --- | --------------------------------------------- | ---- |
| 1.  | The cloud sculptors (A+B) (origineel track 5) | 9:03 |
| 2.  | Solid air (origineel track 1)                 | 6:01 |
| 3.  | Rising thermal (origineel track 3)            | 6:04 |
| 4.  | Empty canvas over the sea (origineel track 2) | 4:57 |
| 5.  | Castles in the air (origineel track 4)        | 5:24 |
| 6.  | As above, so below (origineel track 6)        | 4:58 |
| 7.  | Goldfish don’t whistle (origineel track 7)    | 4:48 |